# Erotyk
Erotyk (gr. erotikós ‘miłosny’) – poetycki utwór liryczny o tematyce miłosnej, w ciągu wieków ulegający zmianom. Erotyk akcentuje miłość zmysłową, charakteryzującą się głębią uczuć i pasją.
Erotyki pisali m.in. trubadurzy, François Villon (Wielki testament), a w Polsce Jan Kochanowski (Do dziewki), Mikołaj Sęp Szarzyński (tzw. rękopis Zamoyskich), Adam Asnyk (Ta łza), Krzysztof Kamil Baczyński (Erotyk), Konstanty Ildefons Gałczyński (Prośba o wyspy szczęśliwe), Bolesław Leśmian (np. cykl W malinowym chruśniaku) a także Daniel Naborowski, Franciszek Dionizy Kniaźnin (Erotyki) i Grzegorz Ciechowski, który umieścił ich kilka w swoim tomiku poetyckim zatytułowanym Wokół niej.